# 1016
| 1016               |
| ------------------ |
| Dødsfald - Fødsler |
| • Begivenheder     |

| Gregoriansk kalender | 1016 MXVI               |
| Ab urbe condita      | 1769                    |
| Armensk kalender     | 465 ԹՎ ՆԿԵ              |
| Kinesiske kalender   | 3712 – 3713 乙卯 – 丙辰 |
| Etiopisk kalender    | 1008 – 1009             |
| Jødisk kalender      | 4776 – 4777             |
| Hindukalendere       |                         |
| - Vikram Samvat      | 1071 – 1072             |
| - Shaka Samvat       | 938 – 939               |
| - Kali Yuga          | 4117 – 4118             |
| Iransk kalender      | 394 – 395               |
| Islamisk kalender    | 406 – 407               |

Konge i Danmark: Harald 2. 1014-1018
Se også 1016 (tal)

## Begivenheder
- 25. marts - Slaget ved Nesjar i Norge
- 18. oktober - Slaget ved Assandun i England
- Slaget ved Brentford (mellem 9. maj og 18. oktober)
- Olav den Hellige konge af Norge
- Knud den Stores invasion af England og efterfølgende bliver Knud den Store konge af England på nær Wessex

## Dødsfald
- 30. november - Edmund Jernside